# Grand Hotel Quisisana
Grand Hotel Quisisana je hotel u gradu Capriju i najveći je hotel na otoku Capriju. Nalazi se u staroj jezgri Caprija, nasuprot hotela Residenza Capri i vile Sanfelice, južno od trga Piazza Umberto I. Osnovao ga je kao lječilište 1845. godine britanski liječnik George Sidney Clark, koji ga je 1861. godine pretvorio u Grand Hotel Quisisana "Qui si sana" na talijanskom znači "ovdje se liječi".
Hotel ima 148 soba. Raspolaže s osam konferencijskih dvorana, od kojih jedna može primiti do 500 osoba. Unutarnji hotelski restoran, Restaurant Quisi, poslužuje jela talijanske kuhinje i naveden je kao jedan od najboljih hotelskih restorana u Italiji.
Značajni gosti hotela su ruski pisac Maksim Gorki, ruski pjevač Feodor Chaliapin, Oscar Wilde (zajedno s Lordom Alfredom Douglasom ) i Friedrich Alfred Krupp. Ostali značajni gosti bili su Tom Cruise, Sidney Sheldon, Gianni Agnelli, Claudette Colbert, Jean-Paul Sartre, Gerald Ford i Sting. Nakon što je pobjegao iz Egipta 1952., kralj Farouk I. bio je gost hotela tijekom dijela svog izgnanstva u Italiji.
Od 1986. godine Grand Hotel je član The Leading Hotels of the World.

## Vanjske poveznice
- Službena stranica